# Leucanopsis pseudomanda
Leucanopsis pseudomanda là một loài bướm đêm thuộc phân họ Arctiinae, họ Erebidae.